# Horní Germánie
Horní Germánie (latinsky Germania Superior) byla provincií římské říše, která zahrnovala oblast západního Švýcarska, francouzské regiony Jura a Alsasko a jihozápadní Německo. Na severu sousedila s Dolní Germánií, na západě s Gallií Belgicou a s Gallií Lugdunensis, a na jihu a jihovýchodě s Gallií Narbonensis a s Raetií. Od území svobodných germánských kmenů na východě jí odděloval systém pevností (Limes Romanus). Mezi důležitá města provincie náleželo Vesontio (dnešní Besançon), Argentorate (Štrasburk), Noviomagus (Špýr), Borbetomagus (Worms) a Moguntiacum (Mohuč), jež sloužilo jako sídlo zdejšího místodržitele.
Na území pozdější Horní Germánie pronikli Římané poprvé během galských tažení Julia Caesara v polovině 1. století př. n. l. Navzdory svému názvu byla Horní Germánie obydlena převážně keltskými kmeny, především Helvéty, Sekvány a Trevery. Pouze na východním břehu středního Rýna sídlily zbytky Germánů, kteří se pod vedením Ariovista pokusili zmocnit Vesontia, nicméně v roce 58 př. n. l. byli poraženi Caesarem. Augustus převzal v prvních pěti letech své vlády (po roce 27 př. n. l.) přímou kontrolu nad mnoha římskými provinciemi včetně Gallie Belgicy, z níž byla patrně mezi roky 16 až 13 př. n. l. vyčleněna dvě vojenská pásma – Horní Germánie a Dolní Germánie. Augustovým cílem bylo spojení všech germánských území do jediné provincie, jež se měla nazývat Germania Magna. Tento záměr byl však zmařen vítězstvím Germánů vedených Arminiem v bitvě v Teutoburském lese v roce 9. Augustus se poté rozhodl ustavit severní hranicí říše řeky Rýn a Dunaj. Konflikty s Germány však neustávaly, což přimělo Římany k vedení vojenských výprav a k opevnění rýnské hranice.
Hlavními základnami, z nichž od roku 12 př. n. l. řídil Drusus a jiní římští vojevůdci tažení na pravý břeh Rýna, byly vojenské tábory v Moguntiacu a v Argentorate. Kolem těchto základen začal být postupně budován systém opevnění. Římské pevnosti podél Rýna byly vážně poškozeny v letech 69 až 70, kdy Germáni využili občanské války (rok čtyř císařů) a povstání Batavů ke vpádům na římské území. Po skončení tohoto ničivého, třebaže krátkého období nestability byla vybudována ještě větší a silnější opevnění, než jaká zde byla dříve. V letech 83 až 85 vedl císař Domitianus válku proti Chattům, kteří sídlili severně od dnešního Frankfurtu (v dnešním Hesensku). Velitelé římských vojsk na dolním a středním Rýně byli sice oficiálně podřízeni správci Belgicy, avšak ve skutečnosti jednali zcela nezávisle. Konečně za Domitiana nabylo toto uspořádání formální podoby, když v roce 83 nebo 84 (případně 89) byla Horní Germánie přeměněna v samostatnou císařskou provincii. Jedním z prvních a nejslavnějších správců této provincie byl pozdější císař Traianus, který zde působil od roku 96 až do svého nástupu na trůn v roce 98.

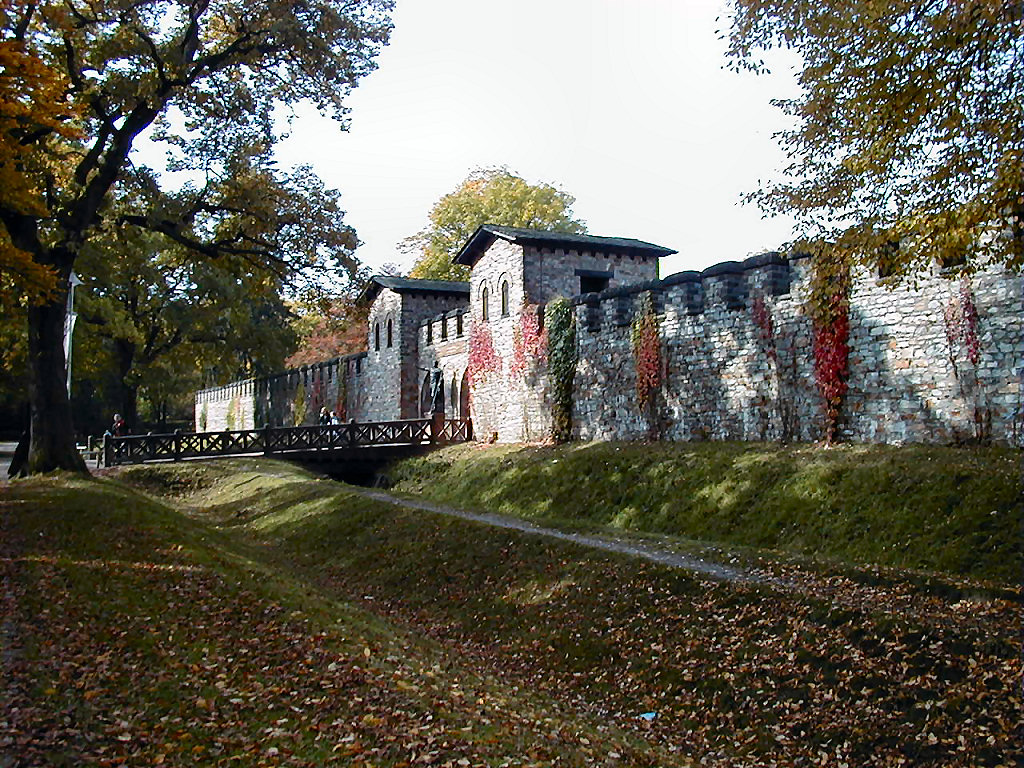
Římský kastel v Saalburgu poblíž města Bad Homburg vor der Höhe v Německu.

Za Domitiana byl v Horní Germánii poprvé vytvořen nepřetržitý systém pohraničních pevností – Hornogermánský a raetský limes. Ten se skládal z odlesněného předpolí umožňujícího pozorování, dále z palisády, dřevěných strážních věží a kastelů na křižovatkách cest. Tento systém dosáhl svého největšího rozsahu někdy kolem roku 90. Římská silnice spojující Mohuč a Augsburg byla vedena přes pohoří Odenwald, přičemž síť navazujících cest ji spojoval se všemi pevnůstkami a věžemi. Území mezi Rýnem a Dunajem (Římany nazývané Agri Decumates) vytvářelo určitý klín v linii oddělující oblasti obývané Kelty od germánského teritoria, jenž fakticky štěpil keltská sídla při obou řekách vedví. Římská obranná zařízení byla proto budována s cílem přetnout tento výběžek, čímž mělo být eliminováno nebezpečí, které představoval pro obranu Galie. Klíčový bod této linie se nacházel v Mogontiacu, kde byly shromážděny strategické rezervy. Vlastní řetěz pevností byl relativně slabě chráněný a obvykle byl proto útočníky zničen. Ti však jeho překonáváním na sebe upozornili a navíc ztratili cenný čas, který Římané využili k zahájení protiútoků. Legie umístěné v týlu následně podnikly preventivní výpravu proti barbarům. Brzy po konsolidaci hranice začaly kolem pevnůstek vznikat vesnice vojenských veteránů a zhruba do poloviny 2. století byly všechny vojenské tábory (castra) a opevnění vybudovány z kamene.
Za vlády Diocletiana, někdy kolem roku 300, byla provincie rozdělena na dvě části. Na severu se rozkládala Germania Prima, zatímco na jihu vznikla provincie Maxima Sequanorum. Obě byly začleněny do diecéze Galliae s centrem ve městě Augusta Treverorum (Trevír). V 5. století se po zhroucení západořímské vlády v důsledku stěhování národů území někdejší Horní Germánie zmocnili nejprve Burgundi (mezi léty 407 až 443) a po nich Alamani. Ty pak po porážce v bitvě u Tolbiaka v roce 496 nahradili Frankové.